# Morazán (El Progreso)
Morazán ist ein rund 2500 Einwohner zählender Ort und ein Municipio im Departamento El Progreso in Guatemala. Er liegt 102 km nordöstlich von Guatemala-Stadt und 31 km nordwestlich von Guastatoya auf 350 m Höhe. Wenige Kilometer südlich des Ortes verläuft die Nationalstraße 17 (CA 14), die von El Rancho an der Atlantikfernstraße CA 9 nach Norden in die Verapaz-Region führt.
Das 329 km² große Municipio erstreckt sich zwischen der Sierra de Chuacús und der Sierra de las Minas im Norden und dem Tal des Río Motagua im Süden. Es hat insgesamt etwa 13.000 Einwohner von denen der Großteil in kleineren ländlichen Siedlungen und Dörfern lebt, darunter San Clemente, Los Aristondos, Marajuma, El Bijagual, San Vicente, El Portezuelo und Cerro Grande.
Angrenzende Municipios sind San Jerónimo (Baja Verapaz) im Norden, San Agustín Acasaguastlán im Osten, Guastatoya und Sanarate im Süden, sowie Salamá im Westen im benachbarten Departamento Baja Verapaz.
Morazán trug früher den indigenen Namen Tocoy Tzima, was „schwarze Wespe“ bedeutet. 1887 wurde der Ort zu Ehren des zentralamerikanischen Staatsmannes José Francisco Morazán Quezada umbenannt. Der Ort gehörte bis 1934 zum Departamento Baja Verapaz.